# Telebasis vulcanoae
Telebasis vulcanoae là một loài chuồn chuồn kim trong họ Coenagrionidae.
Telebasis vulcanoae được miêu tả khoa học năm 1980 bởi Machado.